# Trevano
Trevano (AFI:ˈtrevano/; Trevan in dialetto comasco, AFI: /ˈtrevaŋ/) è una frazione del comune comasco di Uggiate con Ronago.

## Storia
La località era un piccolo villaggio agricolo di antica origine della Pieve di Uggiate. Il legame con Uggiate fu sempre profondo, dipendendo da un’unica parrocchia.
Trevano divenne per la prima volta anche amministrativamente frazione di Uggiate su ordine di Napoleone, ma gli austriaci annullarono la decisione al loro ritorno nel 1815 con il Regno Lombardo-Veneto.
Dopo l'unità d'Italia, il paese crebbe di poco da meno a più di cinquecento abitanti. Fu il fascismo a decidere la soppressione del comune unendolo definitivamente a Uggiate nel comune di Uggiate-Trevano, nel 1937.
Dal 1 gennaio 2024, Trevano è passato sotto il comune di Uggiate con Ronago.